# グラッドストーン (猫)
グラッドストーン（英語: Gladstone）は、ロンドンのホワイトホールにあるイギリス大蔵省における現職のネズミ捕獲長である。毛の短い黒いイエネコのオスで、2016年6月末に生後18か月でネズミ捕獲長の職を拝命した。それ以前はバタシー・ドッグズ・アンド・キャッツ・ホームに住んでおり、かつてイギリスの大蔵大臣及び首相を務めたウィリアム・エワート・グラッドストーンにちなんで命名された。ホース・ガーズ・ロード1番地にある大蔵省の建物にいるネズミを退治するために連れて来られた。

## 来歴

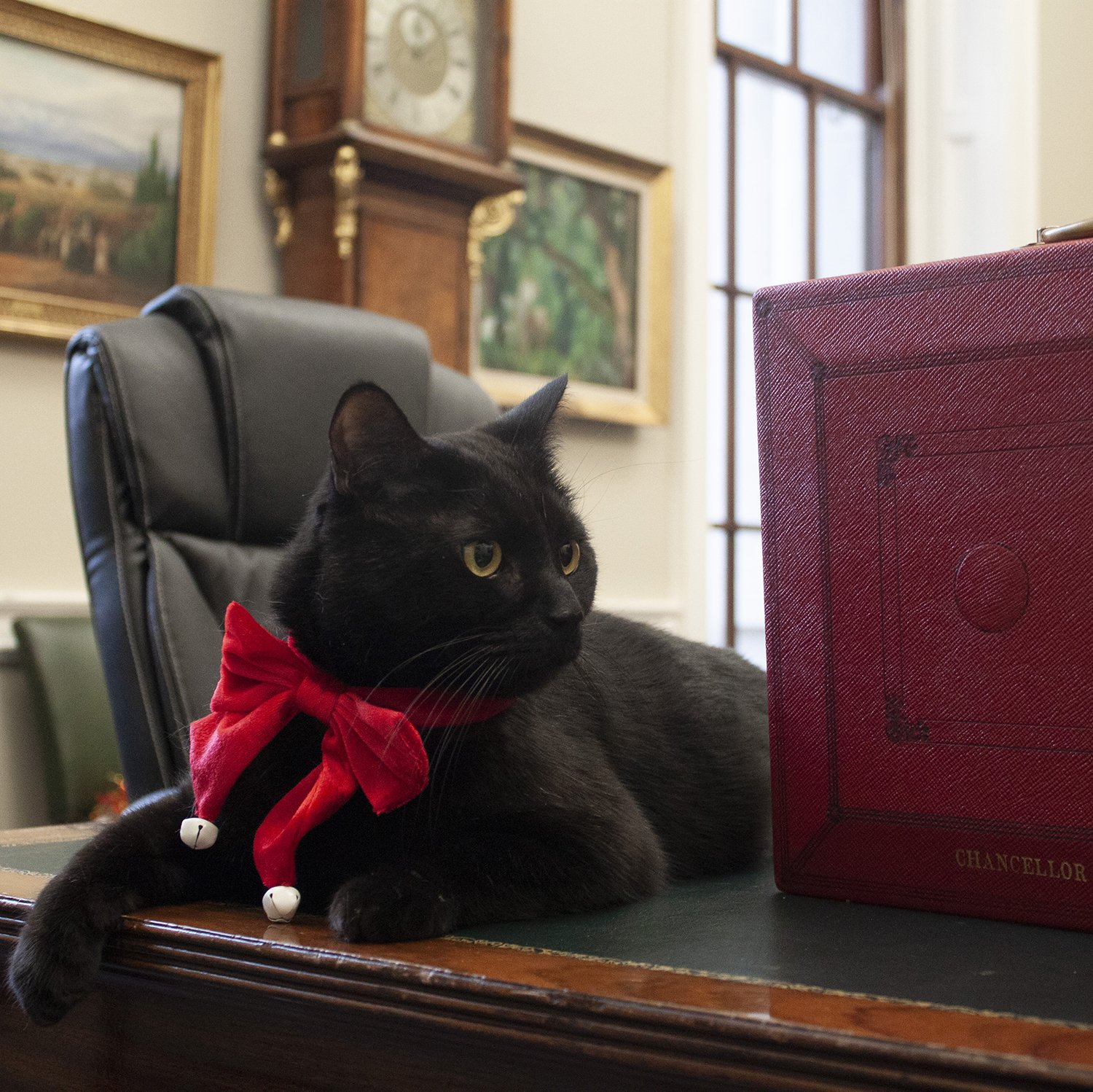
2018年クリスマス・イヴ、机の上に座るグラッドストーン

大蔵省にネズミ捕獲長の職を導入することになったのは、同様なポストとしてダウニング街10番地に首相官邸ネズミ捕獲長の職があり、また外務・英連邦省にもネズミ捕獲長職が設けられ、2016年7月時点でそれぞれラリーとパーマストンが現職であったことにならった動きである。公式にネズミ捕獲長を導入するという決定は大蔵省の前常設秘書官ジョン・キングマンによるものであった。グラッドストーンの「大蔵省ネズミ捕獲長」任命については2016年7月29日に公式発表された。
グラッドストーンは元々は野良猫であり、2016年5月にロンドンで拾われ、バタシー・ドッグズ・アンド・キャッツ・ホームに連れて来られたが、そこではティミーと呼ばれていた。ホームにいる間はあまりにも早食いであったため、特別なアクティヴィティつきエサやり機をあてがわれていた。
グラッドストーンは2016年6月27日に新居である大蔵省に引っ越してきたが、イギリスの欧州連合離脱是非を問う国民投票の結果の煽りを受ける形で公式発表が7月末まで遅れてしまった。 
大蔵省に引っ越してきてから最初の数週間、グラッドストーンは建物の中のオフィスから出られないようになっていたが、トラッキング装置に慣れたと考えられるようになってから自由に動きまわれるようになった。食費と生活維持費については大蔵省の職員が全員で少額を出し合い、それで必要額をまかなっている。週末には大蔵省の施設安全チームがグラッドストーンの生活関連業務と警護を行っている。
グラッドストーンは水玉模様のボウタイを着用している。着任して自由に動き回れるようになってからは6匹のネズミを退治し、「冷血な殺し屋」という評判をとっているが、大蔵省では「一番人気の同僚」であるという。2016年のオープンハウスイベントでは、グラッドストーンにカメラを装着し、ネコ視点で大蔵省を案内する動画が作成された。公式Instagramアカウントも持っている。
2018年9月中旬に一度行方不明となり、ウェストミンスターで捜索が実施された後、発見された。